# Roquepine
Roquepine – miejscowość i gmina we Francji, w regionie Oksytania, w departamencie Gers.
Według danych na rok 1990 gminę zamieszkiwało 57 osób, a gęstość zaludnienia wynosiła 15 osób/km² (wśród 3020 gmin regionu Midi-Pireneje Roquepine plasuje się na 1006. miejscu pod względem liczby ludności, natomiast pod względem powierzchni na miejscu 1586.).